# テウデリク4世 (フランク王)
テウデリク4世（Theuderic IV、またはTheuderich, Theoderic, Theodoric, 711年/712年頃 - 737年）は、メロヴィング朝の13代目の国王（在位：721年 - 737年）。フランス語名でティエリーとも呼ばれる。

## 生涯
ダゴベルト3世の息子で、721年にキルペリク2世が死去した後、宮宰カール・マルテルにより王位につけられた。しかし、カール・マルテルに実権を握られ、名ばかりの王であった。737年にテウデリクは死去したが、743年にキルペリク2世の息子キルデリク3世が宮宰カールマンとピピン3世の兄弟により王に擁立されるまでフランク王位は空位のままで、宮宰による統治が行われた。

## 子女に関して
次代国王でメロヴィング朝最後の国王キルデリク3世は一説に息子とも言われているが、キルデリク3世の生年は714年頃もしくは717年頃と目され、テウデリク4世の生年は711年もしくは712年とされている。つまり、2人の年齢差は3〜6歳となり、父子関係を肯定できる年齢差としては有り得ず、甚だ疑問が残る。キルデリク3世もキルペリク2世の息子とされているが推測に過ぎず、メロヴィング王家の一族の者であることは確かだが、血統不詳という説もある。もっとも、639年以降に在位したメロヴィング朝の王の中にはクローヴィス3世やクロタール4世のようにメロヴィング王家の血を引いているのかどうか疑われている者、またはメロヴィング王家の血統に属してはいても具体的な系譜関係が不明な者がいることは事実である。